# بوبي ديرفيلد
بوبي ديرفيلد (بالإنجليزية: Bobby Deerfield)‏ فيلم رومانسي تراجيدي أمريكي، من إنتاج 1977، مأخوذ عن رواية للكاتب الألماني إريك ماريا ريمارك، سيناريو ألفين سارجنت، إخراج سيدني بولاك، بطولة آل باتشينو، مارت كيلر، آني دوبيري، والتر ماكغين، رومولو فالي، ستيفن ميلديغ، جيمي سانشيز.

## قصة الفيلم
يتحدث الفيلم عن بطل سباق سيارات متهور يدعى بوبي ديرفيلد (آل باتشينو)، بزيادة انتصارات بوبي في مضامير السباق، يزداد غروراً وطيشاً، مما قد يتسبب بخسارة مستقبله الرياضي والمهني، إلا أنه يقع فجأة بحب ليليان موريللي (مارت كيلر)، فتاة من عائلة غنية أرستقراطية، وعندما يظن أنه قد نال كل شيء في هذه الحياة، من مال وشهرة وحب، يكتشف أن الفتاة الوحيدة التي أسرت قلبه مصابة بمرض لا شفاء منه، وفي طريقها نحو مغادرة الحياة.

## طاقم الفيلم
| ممثلون                                   | ممثلون                                      | ممثلون     | ممثلون     |
| الممثل                                   | الدور                                       |            |            |
| آل باتشينو (Al Pacino)                   | بوبي ديرفيلد (Bobby Deerfield)              |            |            |
| مارت كيلر (Marthe Keller)                | ليليان موريللي (Lillian Morelli)            |            |            |
| آني دوبيري (Anny Duperey)                | ليديا (Lydia)                               |            |            |
| والتر ماكغين (Walter McGinn)             | ليونارد ديرفيلد (Leonard Deerfield)         |            |            |
| رومولو فالي (Romolo Valli)               | العم لويجي (Uncle Luigi)                    |            |            |
| ستيفن ميلديغ (Stephan Meldegg)           | كارل هولتزمان (Karl Holtzmann)              |            |            |
| جيمي سانشيز (Jaime Sanchez)              | ديلفيكيو (Delvecchio)                       |            |            |
| ميكي نوكس (Mickey Knox)                  | سائح (Tourist)                              |            |            |
| دوروثي جيمس (Dorothy James)              | سائحة (Tourist)                             |            |            |
| غيدو ألبرتي (Guido Alberti)              | كاهن (Priest)                               |            |            |
| أورورا ماريس (Aurora Maris)              | امرأة في محطة الوقود (Woman In Gas Station) |            |            |
| جيرارد هيرنانديز (Gerard Hernandez)      | كارلوس ديل مونتانارا (Carlos Del Montanara) |            |            |
| نورمان نيلسون (Norman Neilsen)           | الساحر (The Magician)                       |            |            |
| فريق العمل                               | فريق العمل                                  | فريق العمل | فريق العمل |
| الإسم                                    | الإختصاص                                    |            |            |
| إريك ماريا ريمارك (Erich Maria Remarque) | كاتب الرواية الأصلية (Book Author)          |            |            |
| ألفين سارجنت (Alvin Sargent)             | كاتب سيناريو (Scriptwriter)                 |            |            |
| سيدني بولاك (Sydney Pollack)             | مخرج (Director)، منتج (producer)            |            |            |
| هنري ديكا (Henri Decae)                  | مصور سينمائي (Cinematographer)              |            |            |
| ديف غروزن (Dave Grusin)                  | موسيقي (Composer)                           |            |            |
| فريدريك ستانكيمب (Fredric Steinkamp)     | مونتير (Film editor)                        |            |            |
| ---------------------------------------- | ------------------------------------------- | ---------- | ---------- |

## روابط خارجية
- بوبي ديرفيلد على موقع IMDb (الإنجليزية)
- بوبي ديرفيلد على موقع الموسوعة البريطانية (الإنجليزية)
- بوبي ديرفيلد على موقع روتن توميتوز (الإنجليزية)
- بوبي ديرفيلد على موقع ألو سيني (الفرنسية)
- بوبي ديرفيلد على موقع Turner Classic Movies (الإنجليزية)
- بوبي ديرفيلد على موقع أول موفي (الإنجليزية)
- بوبي ديرفيلد على موقع بوكس أوفيس موجو (الإنجليزية)
- بوبي ديرفيلد على موقع فيلمافينيتي (الإسبانية)
- بوبي ديرفيلد على موقع قاعدة بيانات الأفلام السويدية (السويدية)
- بوبي ديرفيلد على موقع قاعدة بيانات الفيلم (الإنجليزية)